# Communauté de communes du Pays de Duras
Die Communauté de communes du Pays de Duras ist ein französischer Gemeindeverband mit der Rechtsform einer Communauté de communes im Département Lot-et-Garonne in der Region Nouvelle-Aquitaine. Sie wurde am 31. Dezember 1993 gegründet und umfasst 17 Gemeinden. Der Verwaltungssitz befindet sich im Ort Duras.

## Mitgliedsgemeinden
| Gemeinde                                | Einwohner 1. Januar 2022 | Fläche km² | Dichte Einw./km² | Code INSEE | Postleitzahl |
| --------------------------------------- | ------------------------ | ---------- | ---------------- | ---------- | ------------ |
| Auriac-sur-Dropt                        | 174                      | 5,28       | 33               | 47018      | 47120        |
| Baleyssagues                            | 188                      | 8,18       | 23               | 47020      | 47120        |
| Duras                                   | 1.206                    | 20,17      | 60               | 47086      | 47120        |
| Esclottes                               | 163                      | 9,24       | 18               | 47089      | 47120        |
| Lévignac-de-Guyenne                     | 678                      | 25,02      | 27               | 47147      | 47120        |
| Loubès-Bernac                           | 409                      | 19,31      | 21               | 47151      | 47120        |
| Monteton                                | 324                      | 13,81      | 23               | 47187      | 47120        |
| Pardaillan                              | 334                      | 19,71      | 17               | 47199      | 47120        |
| Saint-Astier                            | 213                      | 9,56       | 22               | 47229      | 47120        |
| Saint-Géraud                            | 86                       | 5,68       | 15               | 47245      | 47120        |
| Saint-Jean-de-Duras                     | 255                      | 16,56      | 15               | 47247      | 47120        |
| Saint-Pierre-sur-Dropt                  | 358                      | 8,18       | 44               | 47271      | 47120        |
| Saint-Sernin                            | 483                      | 21,07      | 23               | 47278      | 47120        |
| Sainte-Colombe-de-Duras                 | 100                      | 6,97       | 14               | 47236      | 47120        |
| Savignac-de-Duras                       | 214                      | 14,89      | 14               | 47294      | 47120        |
| Soumensac                               | 224                      | 11,42      | 20               | 47303      | 47120        |
| Villeneuve-de-Duras                     | 321                      | 11,81      | 27               | 47321      | 47120        |
| Communauté de communes du Pays de Duras | 5.730                    | 226,86     | 25               | –          | –            |